# Selaön

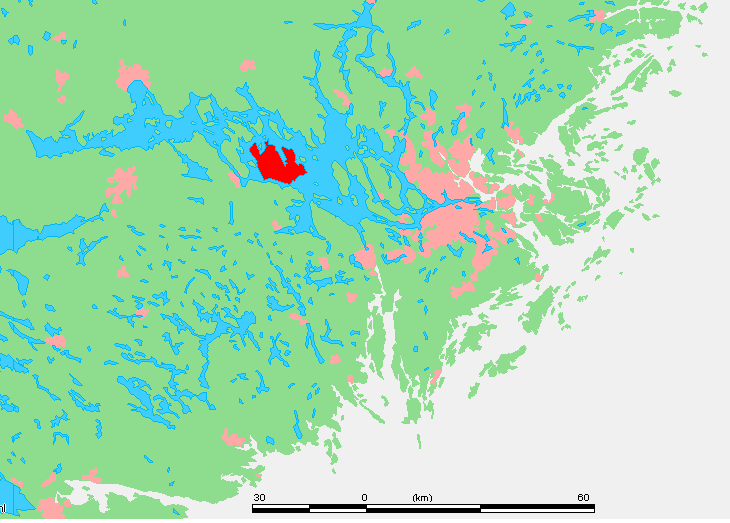
Selaön är rödmarkerad.

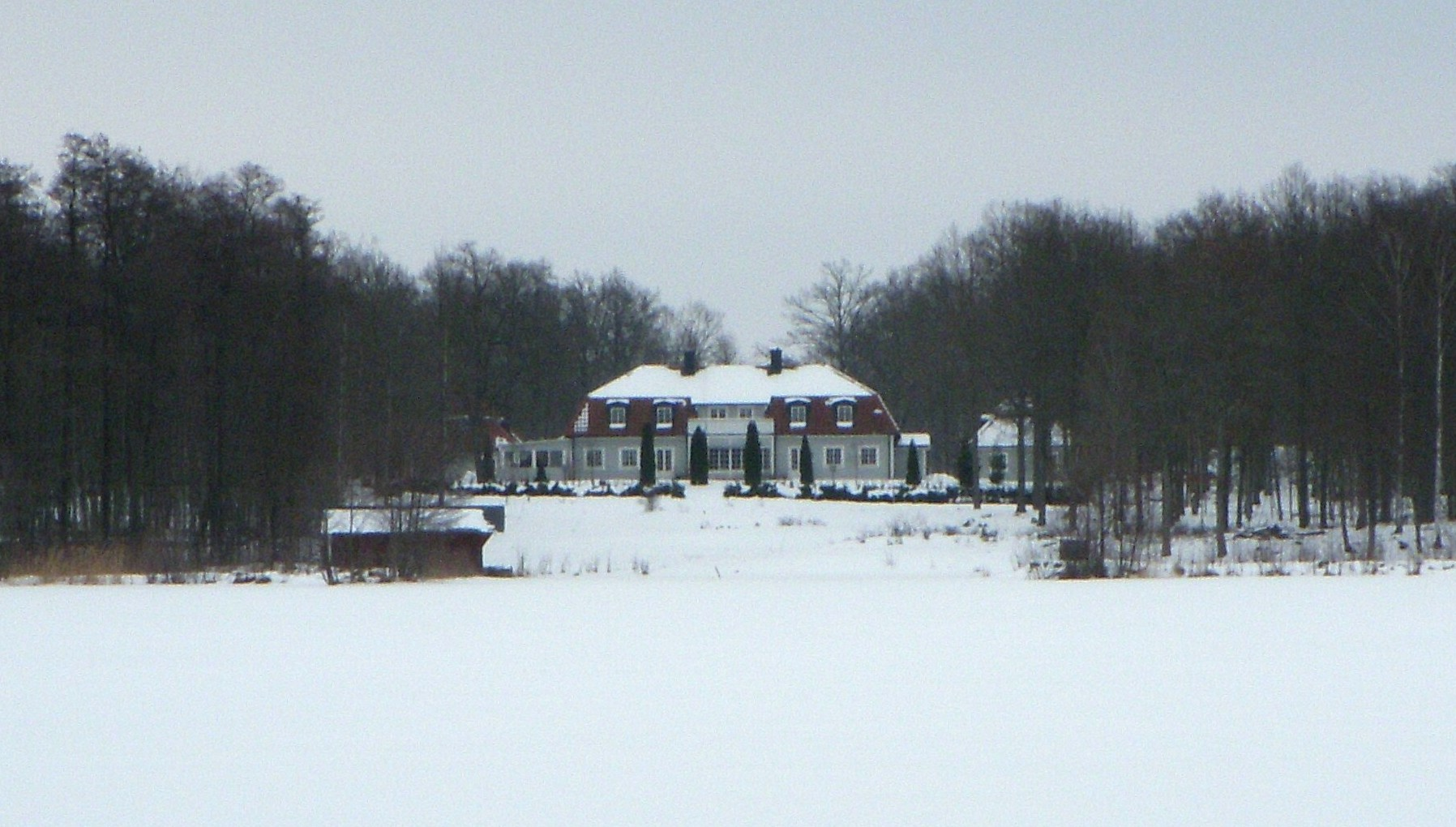
Tynnelsö gård.

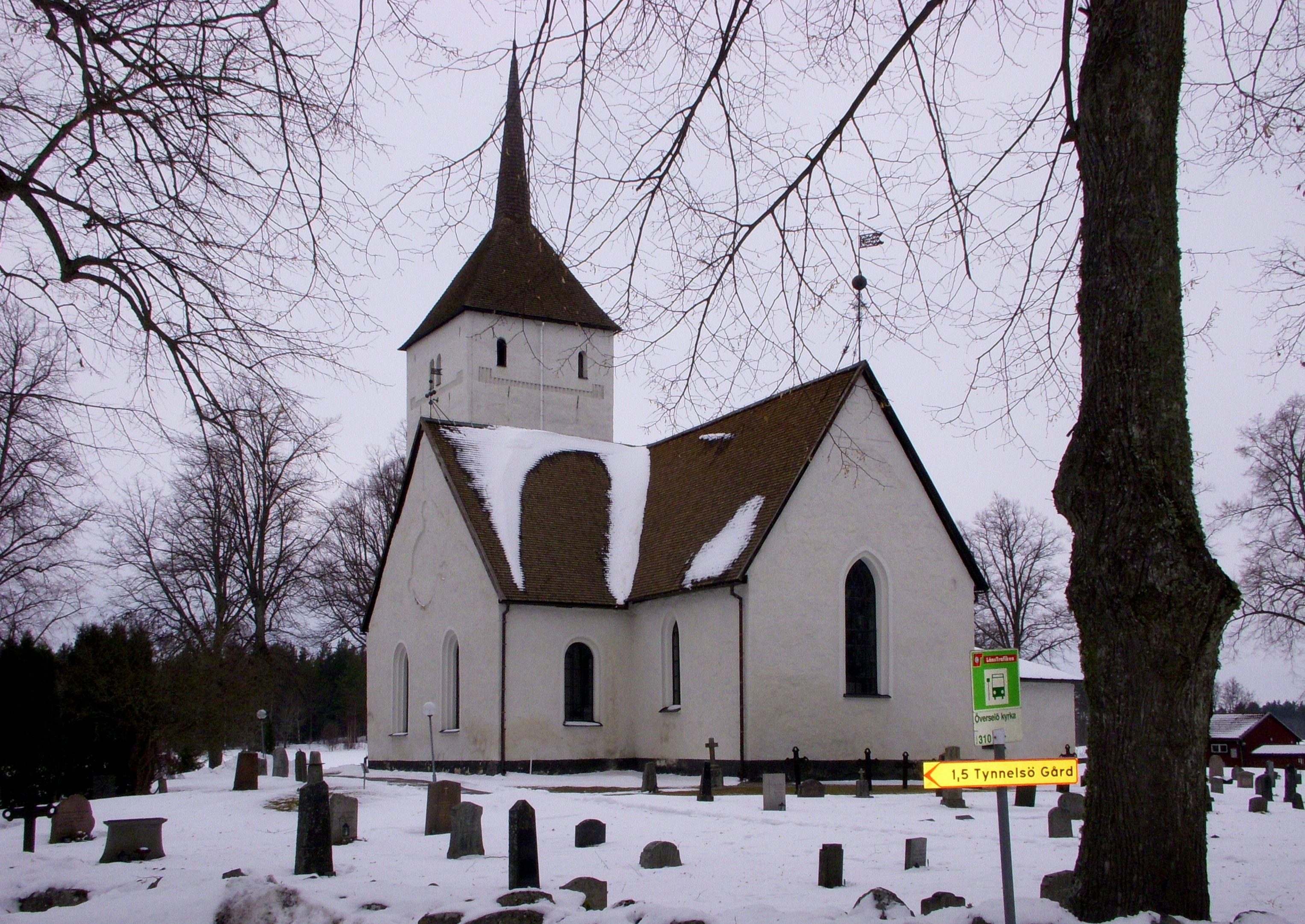
Överselö kyrka.

Selaön är en ö i västra Mälaren, i den nordöstra delen av Strängnäs kommun i Södermanland och Södermanlands län. Ön delas mellan Ytterselö och Överselö socknar och är med sina 91 (alternativt 95) km² både Mälarens största ö och Sveriges största insjö-ö.
Selaön hade 1 771 bofasta invånare vid slutet av 2022. De flesta var då boende på den södra delen av ön, den som utgör en del av tätorten Stallarholmen.
Det finns flera riksintressen på ön: Överselö kyrka, slottet Mälsåker samt det Natura 2000-klassade Åsa gravfält från yngre järnåldern. Ett annat gravfält är Östa gravfält. På ön finns 25 runstenar, den största koncentrationen i Södermanland.

## Etymologi
Öns namn verkar härröra från Sila (belagt 1285). Detta kommer ur namnet på viken Sili med betydelsen 'den lugna', 'lugnvattnet'.

## Geografi
Selaön ligger i den västra delen av Mälaren, öster om Tosterön. Ön korsas av Enköpingsåsen, en 30 mil lång rullstensås som löper från Trosa i söder till Bollnäs i norr.

## Historia

### Äldre historia
Gravsättningar från vikingatiden och runstenar vittnar om tidiga bosättningar på Selaön.
På Selaön anlades Ytterselö kyrka någon gång på 1100-talet. I början av 1200-talet uppfördes Överselö kyrka, på en plats där en träkyrka tidigare funnits.
Riksrådet Erik Karlsson Vasa (kusin till Gustav Vasas far Erik Johansson) avled av skadorna efter ett våldsamt storbråk, vid ett besök på Överselö prästgård den 20 mars 1491. Upprinnelsen till bråket var ett gräl med sockenprästen Sigfrid Johannis. Såväl knektar som bönder från Selaön stred mot riksrådet och hans mannar. Senare ställdes biskop Kort Rogge, som var ansvarig för landsortsprästerna i stiftet, till svars för det inträffade. Biskopen avfärdade sin skuld och frikändes så småningom med vissa förpliktelser. Historien berättas i ett dokument i Riksarkivet i Stockholm.

### 1800- och 1900-talet
Axel von Fersens död den 20 juni 1810 (se Fersenska mordet) blev en stor politisk fråga. Axel von Fersens bror, Fabian von Fersen som ägde Mälsåker, beordrade att kistan skulle hämtas hem. En dag i början av 1810-talet rodde sex bönder från Selaön i riktning mot Stockholm. Deras uppdrag var att i skydd av mörkret frakta kistan med den döde Axel von Fersen från Vaxholm till godset i Steninge i Uppland. Bönderna lyckades med uppgiften, och som tack för hjälpen fick de var sin silversked, skedar som har gått i arv bland invånare på Selaön.
Åke Sjögren lät bygga ett tegelbruk, ett tiotal egnahemshus och anlade en barockträdgård på Selaön. Han vinterbonade Mälsåker, startade en jägarskola, köpte en farm i Afrika och sponsrade arkeologiska forskningsresor.
Den österrikiska familjen Georg och Maria von Trapp, känd från musikalen Sound of Music, var 1939 på turné i Skandinavien. Under detta resande var de under augusti-september bosatta i Håsta på södra delen av Selaön.

### 2000-talet
På 2024 avled den sista systern på Överselö klostergård. Denna, tidigare med det äldsta skolhuset på Selaön, fungerade fram till 2024 som en kommunitet – Den Uppståndne Frälsarens Systraskap – inom Svenska kyrkan. Den gamla skolan planeras dock att drivas vidare i samma anda.

## Ekonomi och kommunikationer
1961 byggdes Stallarholmsbron, vilken förbinder Selaön med fastlandet. Den ersatte då en tidigare bro som var högre men enfilig.
Stallarholmsbron är en svängbro som kan öppnas och stängas via fjärrstyrning från Hjulstabrons brovakt. Bron, som ägs och drivs av Trafikverket, har en fri segelbredd på 20 meter och i stängt läge segelfri höjd på 3,1 meter.

## Befolkning
Selaön täcker två distrikt i Strängnäs kommun – Ytterselö distrikt och Överselö distrikt. Tillsammans hade de 1 771 folkbokförda invånare i slutet av 2022, fördelat på 1 435 respektive 336 personer.